# Industrias Peñoles
Industrias Peñoles est une entreprise mexicaine fondée le 1er mars 1887 à Durango, et faisant partie de l'Índice de Precios y Cotizaciones, le principal indice boursier de la bourse de Mexico. Peñoles est la seconde entreprise minière du pays, la principale extractrice d'or, de zinc et de plomb au Mexique, et la principale productrice d'argent au monde.